# Televisão de Moçambique
Televisão de Moçambique, nota anche con l'acronimo TVM, è l'ente televisivo pubblico del Mozambico. Trasmette dalla capitale Maputo in portoghese. È membro dell'African Union of Broadcasting.

## Storia
Le televisione mozambicana trasmise le prime immagini nel 1979 in occasione della Fiera internazionale di Maputo (FACIM). 
Un centinaio di televisori furono collocati in diversi quartieri della città cosicché i residenti poterono fare quella che per molti di loro era la prima esperienza da telespettatori.
Il 3 febbraio 1981 la nascita della televisione, sebbene ancora a titolo sperimentale, fu ufficializzata. 
"Televisão Experimental de Moçambique" inizialmente mandava in onda, solo di domenica, un breve programma d'informazione (telegiornale e reportage prodotti durante la settimana). Era a quell'epoca un medium modesto che contava su un'equipe di appena quattordici tecnici e giornalisti.
Nel corso degli anni che seguirono il numero di programmi crebbe sensibilmente; assunsero una frequenza quotidiana, offrendo cinque ore al giorno nel 1991. Il 16 giugno dello stesso anno un decreto del governo istituì la Televisão de Moçambique (TVM), azienda televisiva pubblica, oltre che canale con una programmazione regolare. Il suo effettivo era ormai di 148 persone tra tecnici, giornalisti, personale per la manutenzione e personale amministrativo.
Dal 1992 al 1998 TVM aprì filiali regionali e trasmettitori in molte città di provincia (Beira, Nampula, Quelimane, Pemba). La copertura di TVM, arrivata all'80% via terrestre, fu completata con il lancio delle trasmissioni satellitari il 25 giugno 1999, permettendo di servire anche una gran parte del continente africano e una parte di quello europeo.
Televisão de Moçambique è un canale nazionale generalista che trasmette principalmente in portoghese. Il suo palinsesto dà molto spazio all'informazione tramite notiziari nazionali e regionali (Jornais provinciais) e i magazine Espaço público, África magazine e A semana, ma propone anche programmi di intrattenimento di vario genere.
Negli anni duemila la programmazione si apre tutti i giorni alle 5,40 con dei corsi di ginnastica, Ginástica, seguiti dal contenitore mattutino Bom dia Moçambique. Il resto della mattinata è consacrata a programmi didattici e di divertimento intervallati da tg flash alle 10, alle 11 e a mezzogiorno, e si conclude con il Telejornal delle 13. 
Il pomeriggio TVM offre perlopiù  magazine e cartoni animati, inframmezzati anch'essi da tg flash ogni ora. Il tg della sera, Jornal da Tarde, è trasmesso alle 20 ed è seguito da un breve programma per i bambini, Bon sonhos. 
La serata presenta serie televisive e telenovelas come O que a vida me roubou, A mal-amada, A cor da paixão, A mulher de Judas e A rainha do flow, oppure film, programmi di varietà o sport, e si chiude con il telegiornale della mezzanotte, Último Jornal.

## Organizzazione
L'azienda riceve il 60% dei finanziamenti attraverso sussidi governativi e il restante 40% attraverso pubblicità e altre fonti commerciali.
I suoi programmi sono seguiti da circa 5 milioni di persone in Mozambico, ai quali propone sia programmi culturali, didattici e d'informazione che di svago e intrattenimento.
Dispone di una sede nella capitale e di alcune filiali provinciali, che hanno il compito di raccogliere informazioni locali e trasmetterle alla sede. 
È affiliata a diverse organizzazioni internazionali, tra le quali l'Unione delle radiodiffusioni e delle televisioni nazionali d'Africa, l'Associazione della radio e della televisione dell'Africa australe e la Televisione delle comunità dei Paesi di lingua portoghese.

## Programmi
- Bom dia Moçambique – contenitore mattutino
- Jornal da Tarde – telegiornale della sera in portoghese
- Jornal em Línguas Moçambicanas – telegiornale nazionale in lingue locali
- Jornais provinciais – telegiornali locali
- Telejornal – telegiornale del giorno in portoghese
- Último Jornal – telegiornale della notte in portoghese
- Ginástica – programma di ginnastica
- A hora do CTP
- Tudo às 10
- Chá da Tarde
- O que a vida me roubou – telenovela
- A mal-amada – telenovela
- A cor da paixão – telenovela
- A mulher de Judas – telenovela
- A rainha do flow – telenovela

## Servizi

### Televisione
| Nome                    | Sede   | Тipo        | Lancio | Lingua     |
| ----------------------- | ------ | ----------- | ------ | ---------- |
| Televisão de Moçambique | Maputo | generalista | 1981   | portoghese |

## Ricezione

### Terrestre
Televisão de Moçambique trasmette in standard DVB-T HD.

### Satellite[5]
| Satellite          | Eutelsat 36B | Eutelsat 36B | SES 5   | Eutelsat 3B |
| Posizione orbitale | 35.9° E      | 35.9° E      | 5.0° E  | 3.1° E      |
| Canali             | TVM          | TVM          | TVM     | TVM         |
| Frequenza          | 11429 V      | 11474 V      | 11785 V | 4063 L      |
| SR                 | 30000        | 30000        | 27500   | 33900       |
| FEC                | 5/6          | 5/6          | 3/4     | 2/3         |
| Modulazione        | QPSK         |              | QPSK    | QPSK        |

### Streaming
Televisão de Moçambique in streaming